# Christopher Jenkins
Pour les articles homonymes, voir Chris Jenkins et Jenkins.
Christopher Jenkins est un artiste d'animation gallois, ayant travaillé pour les studios Disney.

## Filmographie
- 1988 : Qui veut la peau de Roger Rabbit, effet d'animation
- 1989 : La Petite Sirène, effet d'animation
- 1990 : Le Prince et le Pauvre, artiste agencement
- 1991 : La Belle et la Bête, effet d'animation
- 1992 : Aladdin, effet d'animation
- 1993 : Cours toujours mon lapin, effets spéciaux d'animation
- 1994 : Le Roi lion, effet d'animation
- 1995 : Pocahontas, développement des effets pré-production
- 1996 : Le Bossu de Notre-Dame, supervision des effets visuels
- 1997 : Hercule, animateur effets visuels
- 2001 : Atlantide, l'empire perdu, Coordinateur artistique
- 2007 : Les Rois de la glisse, producteur et scénariste
- 2018 : Destination Pékin !, réalisateur et producteur